# Machimus sareptanus
Machimus sareptanus är en tvåvingeart som beskrevs av Becker 1923. Machimus sareptanus ingår i släktet Machimus och familjen rovflugor. Inga underarter finns listade i Catalogue of Life.